# Lijst van nummer 1-hits in de Nederlandse Top 40 in 2006
Deze hits stonden in 2006 op nummer 1 in de Nederlandse Top 40.
| Nummer | Datum        | Artiest                             | Titel                        |
| ------ | ------------ | ----------------------------------- | ---------------------------- |
| 624    | 7 januari    | Coldplay                            | Talk                         |
|        | 14 januari   | Coldplay                            | Talk                         |
|        | 21 januari   | Coldplay                            | Talk                         |
| 625    | 28 januari   | Kelly Clarkson                      | Because of you               |
|        | 4 februari   | Kelly Clarkson                      | Because of you               |
| 626    | 11 februari  | Andrea Bocelli & Marco Borsato      | Because we believe           |
|        | 18 februari  | Andrea Bocelli & Marco Borsato      | Because we believe           |
|        | 25 februari  | Andrea Bocelli & Marco Borsato      | Because we believe           |
|        | 4 maart      | Andrea Bocelli & Marco Borsato      | Because we believe           |
|        | 11 maart     | Andrea Bocelli & Marco Borsato      | Because we believe           |
|        | 18 maart     | Andrea Bocelli & Marco Borsato      | Because we believe           |
| 627    | 25 maart     | Raffaëla                            | Right here right now         |
|        | 1 april      | Raffaëla                            | Right here right now         |
|        | 8 april      | Raffaëla                            | Right here right now         |
|        | 15 april     | Raffaëla                            | Right here right now         |
|        | 22 april     | Raffaëla                            | Right here right now         |
| 628    | 29 april     | Shakira & Wyclef Jean               | Hips don't lie               |
|        | 6 mei        | Shakira & Wyclef Jean               | Hips don't lie               |
| 629    | 13 mei       | Marco Borsato                       | Rood                         |
|        | 20 mei       | Marco Borsato                       | Rood                         |
|        | 27 mei       | Marco Borsato                       | Rood                         |
|        | 3 juni       | Marco Borsato                       | Rood                         |
|        | 10 juni      | Marco Borsato                       | Rood                         |
|        | 17 juni      | Marco Borsato                       | Rood                         |
|        | 24 juni      | Marco Borsato                       | Rood                         |
|        | 1 juli       | Marco Borsato                       | Rood                         |
|        | 8 juli       | Marco Borsato                       | Rood                         |
|        | 15 juli      | Marco Borsato                       | Rood                         |
|        | 22 juli      | Marco Borsato                       | Rood                         |
| 630    | 29 juli      | Sérgio Mendes & The Black Eyed Peas | Mas que nada                 |
|        | 5 augustus   | Sérgio Mendes & The Black Eyed Peas | Mas que nada                 |
| 631    | 12 augustus  | Guillermo & Tropical Danny          | Toppertje!                   |
|        | 19 augustus  | Guillermo & Tropical Danny          | Toppertje!                   |
| 632    | 26 augustus  | Basshunter                          | Boten Anna                   |
|        | 2 september  | Basshunter                          | Boten Anna                   |
| 633    | 9 september  | Jan Smit                            | Als de morgen is gekomen     |
|        | 16 september | Jan Smit                            | Als de morgen is gekomen     |
|        | 23 september | Jan Smit                            | Als de morgen is gekomen     |
|        | 30 september | Jan Smit                            | Als de morgen is gekomen     |
|        | 7 oktober    | Jan Smit                            | Als de morgen is gekomen     |
| 634    | 14 oktober   | Marco Borsato & Lucie Silvas        | Everytime I think of you     |
|        | 21 oktober   | Marco Borsato & Lucie Silvas        | Everytime I think of you     |
|        | 28 oktober   | Marco Borsato & Lucie Silvas        | Everytime I think of you     |
|        | 4 november   | Marco Borsato & Lucie Silvas        | Everytime I think of you     |
|        | 11 november  | Marco Borsato & Lucie Silvas        | Everytime I think of you     |
| 635    | 18 november  | U2 & Green Day                      | The saints are coming        |
|        | 25 november  | U2 & Green Day                      | The saints are coming        |
| 636    | 2 december   | Coole Piet                          | Paniek in de confettifabriek |
| 637    | 9 december   | Jan Smit                            | Cupido                       |
|        | 16 december  | Jan Smit                            | Cupido                       |
|        | 23 december  | Jan Smit                            | Cupido                       |
|        | 30 december  | Jan Smit                            | Cupido                       |